# Europe des Neuf
Cet article court présente un sujet plus développé dans : Élargissement de l'Union européenne.

En bleu, les États membres de l'Europe des Neuf (entre 1973 et 1981)

L’expression Europe des Neuf, parfois simplifié les Neuf, correspond à l’ensemble des pays qui appartenaient aux Communautés européennes (devenues Union européenne) entre 1973 et 1981. En 1981, l’UE s'est élargie à la Grèce.

## Entre 1973 et 1981
Il s’agit de (par ordre d'entrée et par ordre alphabétique) : Allemagne de l’Ouest, Belgique, France, Italie, Luxembourg, Pays-Bas, Danemark, Irlande, Royaume-Uni.
L' expression "Europe des neuf" inspira un jeu télévisé : "L'académie des neuf".